# Asterostomulina phoebeicola
Asterostomulina phoebeicola är en svampart som beskrevs av Bat., J.L. Bezerra & Cavalc. 1964. Asterostomulina phoebeicola ingår i släktet Asterostomulina, divisionen sporsäcksvampar och riket svampar.   Inga underarter finns listade i Catalogue of Life.